# Дешт-э-На
Дешт-э-На (перс. دستنا‎) — небольшой город на юго-западе Ирана, в провинции Чехармехаль и Бахтиария. Входит в состав шахрестана Шехре-Корд.
На 2006 год население составляло 5 111 человек.
Альтернативные названия: Дастна (Dastna), Дастана (Dastana), Дешт-и-Тана (Dasht-i-Tana), Дешт-э-Тане (Dasht-e Taneh).

## География
Город находится в центральной части Чехармехаля и Бахтиарии, в горной местности центрального Загроса, на высоте 2 033 метров над уровнем моря.
Дешт-э-На расположен на расстоянии приблизительно 30 километров к юго-западу от Шехре-Корда, административного центра провинции и на расстоянии 400 километров к югу от Тегерана, столицы страны.